# Эгельгааф, Готлоб
Альберт Фридрих Готтлоб Эгельгааф (нем. Albert Friedrich Gottlob Egelhaaf; 1 марта 1848, Гераброн — 8 марта 1934, Штутгарт) — немецкий политик, богослов, филолог-классик, историк и педагог.

## Биография
Готтлоб Эгельгааф родился 1 марта 1848 года в городе Гераброне. Сначала учился в прогимназии в Эрингене, где сдал государственный экзамен в 1862 году, а затем с 1862 по 1866 год посещал протестантский богословский семинар в Бад-Урахе. За этим последовало изучение истории и классической филологии в Тюбингенском университете имени Эберхарда и Карла (с 1866 по 1870 год); там Эгельгааф стал членом Студенческой ассоциации Нормании. В 1870 году в Тюбингене он получил докторскую степень. 
Получив необходимое образование Г. Эгельгааф работал учителем в средних школах. С 1870 по 1874 год он преподавал в Швебиш-Халле, с 1876 по 1885 год в Theodor-Heuss-Gymnasium Heilbronn и с 1885 по 1919 год в Карлс-гимназии в Штутгарте; в последней с 1895 года Эгельгааф занимал должность директора.
Эгельгааф вышел на пенсию в марте 1919 года, но оставался преподавателем истории и истории культуры в Штутгартской высшей технической школе (с 1900 по 1925 год) и в Гогенгеймском университете (с 1921 по 1923 год). Без отрыва от преподавательской и политической деятельности он опубликовал большое количество трудов по истории.
Только из-за тяжелого инсульта он почти полностью оставил активную деятельность. Альберт Фридрих Готтлоб Эгельгааф умер 8 марта 1934 года в городе Штутгарте.

## Избранные труды
- Grundzüge der Geschichte (Teil 1–3). Reisland, Leipzig 1885 (Digitalisat)

- Deutsche Geschichte im sechzehnten Jahrhundert bis zum Augsburger Religionsfrieden
  - Band 1 (1889): 1517–1526 (Digitalisat)
  - Band 2 (1892): 1526–1555 (Digitalisat)

- Kaiser Wilhelm I, 1797-1888. (online, 3. Aufl. 1888).

- Bismarck, sein Leben und sein Werk. 1911 (online, 3. Auflage 1922)

- Geschichte der neuesten Zeit, vom Frankfurter Frieden bis zur Gegenwart
  - Band 1 (8. Auflage 1920 online): Die bismarcksche Zeit: Vormachtstellung in Europa 1871-1890
  - Band 2 (online): Die nachbismarcksche Zeit: Verschiebung der Machtverhältnisse in Europa

- Theobald Von Bethmann Hollweg. Der Fünfte Reichskanzler. 1916. (Digitalisat online).

- Geschichte des neunzehnten Jahrhunderts vom Wiener Kongress bis zum Frankfurter Frieden. 2 Bände, Krabbe, Stuttgart 1925.